# مطار تايوان تاويوان الدولي
مطار تايوان تاويوان الدولي (إياتا: TPE، إيكاو: RCTP) هو مطار دولي يخدم تايبيه وشمال تايوان. يقع على بعد حوالي 40 كم (25 ميل) غرب تايبيه في منطقة دايوان، تاويوان، وهو أكبر مطار في تايوان. كان أيضًا أكثر المطارات ازدحامًا في تايوان قبل جائحة فيروس كورونا التي بدأت في عام 2020. يشغل المطار شركة مطار تاويوان الدولي. صنفه مجلس المطارات الدولي في 2016 أفضل مطار لحجمه في منطقة آسيا والمحيط الهادئ.

## شركات الطيران والوجهات

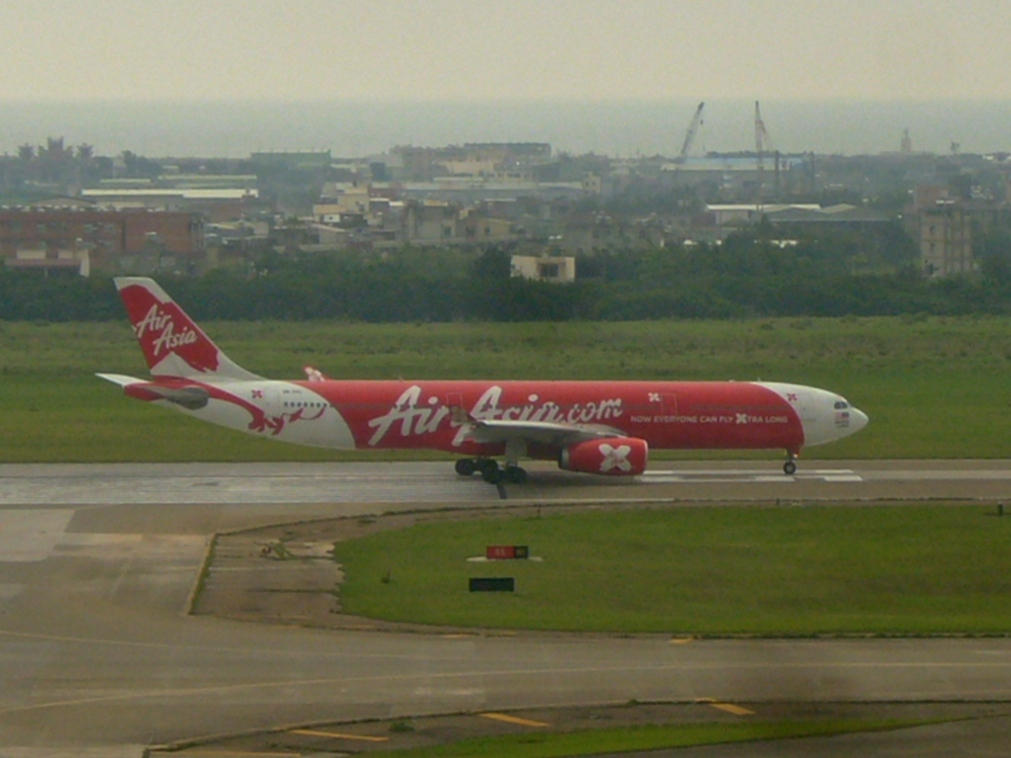
رحلات إير آسيا X: تعزيز الربط الجوي في مطار تايوان تاويوان الدولي

### الركاب
| شركـات طيـران                     | الوجهات |
| --------------------------------- | --- |
| طيران آسيا                        | مطار كوتا كينابالو الدولي |
| طيران آسيا (إكس)                  | مطار كوالالمبور الدولي |
| Air Busan                         | Busan |
| طيران الصين                       | مطار بكين العاصمة الدولي، مطار جينغديو الجديد، مطار تشونغتشينغ جيانغبى الدولي، مطار هانغتشو شياوشان الدولي، مطار شانغهاي بودنغ الدولي |
| طيران ماكاو                       | مطار ماكاو الدولي |
| طيران نيوزيلندا                   | مطار أوكلاند الدولي |
| خطوط آسيانا الجوية                | مطار إنتشون الدولي |
| بامبو إيرويز                      | مطار نوي باي الدولي |
| باتيك إير ماليزيا                 | مطار كوالالمبور الدولي، مطار تشوبو سنتراير الدولي، Naha (تبدأ في 16 أغسطس 2023)، مطار كانساي الدولي |
| كاثي باسيفيك                      | مطار هونغ كونغ الدولي، مطار تشوبو سنتراير الدولي (تستأنف 29 أكتوبر 2023)، مطار كانساي الدولي، مطار ناريتا الدولي |
| سيبو باسيفيك                      | مطار ماكتان سيبو الدولي (تستأنف 23 يونيو 2023)، مطار كلارك الدولي، مطار نينوي أكوينو الدولي |
| الخطوط الجوية الصينية             | مطار سخيبول أمستردام، مطار أوكلاند الدولي، مطار سوفارنابومي الدولي، مطار بكين العاصمة الدولي، مطار بريزبان، Busan، مطار ماكتان سيبو الدولي، مطار جينغديو الجديد، مطار تشيانغ مي، مطار دا نانغ الدولي، مطار نغوراه راي الدولي، مطار فرانكفورت، Fukuoka، مطار قوانغتشو باييون الدولي، مطار نوي باي الدولي، Hiroshima، مطار تان سون نهات الدولي، مطار هونغ كونغ الدولي، مطار سوكارنو هاتا الدولي، Kagoshima (تستأنف 15 يونيو 2023)، مطار ميتشيل رومان الدولي، مطار كوالالمبور الدولي، مطار لندن هيثرو، مطار لوس أنجلوس الدولي، مطار نينوي أكوينو الدولي، مطار ملبورن الدولي، مطار تشوبو سنتراير الدولي، Naha، مطار جون إف كينيدي الدولي، Ontario (CA) ‏، مطار كانساي الدولي، مطار بينانق الدولي، مطار بنوم بنه الدولي، مطار فاكلاف هافيل الدولي (تبدأ في 18 يوليو 2023)، مطار ليوناردو دا فينشي، مطار سان فرانسيسكو الدولي، Sapporo–Chitose، مطار شانغهاي بودنغ الدولي، مطار شينزين باوان الدولي، مطار إنتشون الدولي، مطار شانغي سنغافورة، مطار سيدني، Takamatsu، مطار ناريتا الدولي، مطار فانكوفر الدولي، مطار فيينا الدولي، Yangon موسمي عارض: مطار فينيكس سكاي هاربر الدولي |
| خطوط شرق الصين الجوية             | مطار نانجينغ الدولي، مطار شانغهاي بودنغ الدولي |
| خطوط جنوب الصين الجوية            | مطار قوانغتشو باييون الدولي، مطار شانغهاي بودنغ الدولي، مطار شينزين باوان الدولي |
| طيران الإمارات                    | مطار دبي الدولي |
| إيفا للطيران                      | مطار سخيبول أمستردام، مطار سوفارنابومي الدولي، مطار بكين العاصمة الدولي، مطار بريزبان، مطار ماكتان سيبو الدولي، مطار جينغديو الجديد، مطار تشيانغ مي، مطار أوهير الدولي، مطار تشونغتشينغ جيانغبى الدولي، مطار كلارك الدولي، مطار دا نانغ الدولي، مطار نغوراه راي الدولي، Fukuoka، مطار قوانغتشو باييون الدولي، مطار هانغتشو شياوشان الدولي، مطار نوي باي الدولي، مطار تان سون نهات الدولي، مطار هونغ كونغ الدولي، مطار جورج بوش الدولي، مطار سوكارنو هاتا الدولي، Komatsu، مطار كوالالمبور الدولي، مطار لندن هيثرو، مطار لوس أنجلوس الدولي، مطار ماكاو الدولي، مطار نينوي أكوينو الدولي، مطار مالبينسا، مطار ميونخ الدولي، Naha، مطار جون إف كينيدي الدولي، مطار كانساي الدولي، مطار باريس شارل ديغول، مطار بنوم بنه الدولي، Phuket، مطار سان فرانسيسكو الدولي، Sapporo–Chitose، مطار سياتل تاكوما الدولي، مطار سنداي، مطار إنتشون الدولي، مطار شانغهاي بودنغ الدولي، مطار شانغي سنغافورة، مطار تيانجين الدولي، مطار ناريتا الدولي، مطار تورونتو بيرسون الدولي، مطار فانكوفر الدولي، مطار فيينا الدولي                                                                      |
| Fly Gangwon                       | Yangyang |
| Greater Bay Airlines              | مطار هونغ كونغ الدولي |
| خطوط هاينان الجوية                | مطار بكين العاصمة الدولي، مطار قوانغتشو باييون الدولي |
| خطوط هونغ كونغ اكسبرس             | مطار هونغ كونغ الدولي |
| خطوط هونغ كونغ الجوية             | مطار هونغ كونغ الدولي |
| الخطوط الجوية اليابانية           | مطار تشوبو سنتراير الدولي، مطار كانساي الدولي، مطار ناريتا الدولي |
| Jeju Air                          | Busan، مطار إنتشون الدولي |
| Jetstar Japan                     | مطار كانساي الدولي، مطار ناريتا الدولي |
| Jin Air                           | Daegu، مطار إنتشون الدولي موسمي عارض: Cheongju |
| خطوط جونياو الجوية                | مطار شانغهاي بودنغ الدولي |
| الخطوط الجوية الملكية الهولندية   | مطار سخيبول أمستردام |
| كوريا للطيران                     | Busan، مطار إنتشون الدولي |
| الخطوط الجوية الماليزية           | مطار كوتا كينابالو الدولي، مطار كوالالمبور الدولي |
| خطوط ماندارين الجوية              | مطار شيامن قاوتشي الدولي |
| Myanmar Airways International     | مطار ماندالاي الدولي، Yangon |
| Peach                             | مطار تشوبو سنتراير الدولي، Naha، مطار كانساي الدولي، مطار طوكيو هانيدا الدولي، مطار ناريتا الدولي |
| الخطوط الجوية الفلبينية           | مطار نينوي أكوينو الدولي |
| طيران آسيا (الفلبين)              | مطار ماكتان سيبو الدولي، مطار نينوي أكوينو الدولي |
| Royal Air Philippines             | عارض: مطار غودوفريدو ب آموس |
| خطوط رويال بروناي الجوية          | مطار بروناي الدولي |
| سكوت للطيران                      | مطار إنتشون الدولي، مطار شانغي سنغافورة، مطار ناريتا الدولي موسمي: Sapporo–Chitose |
| خطوط شاندونغ الجوية               | مطار غينغادو جياودونغ الدولي (تستأنف 16 يونيو 2023) |
| خطوط شينزين الجوية                | مطار شينزين باوان الدولي |
| الخطوط الجوية السنغافورية         | مطار شانغي سنغافورة |
| سبرينغ (شركة طيران)               | مطار شانغهاي بودنغ الدولي |
| StarFlyer                         | عارض: Kitakyushu |
| ستارلوكس للطيران                  | مطار سوفارنابومي الدولي، مطار ماكتان سيبو الدولي، مطار كلارك الدولي (تبدأ في 15 أغسطس 2023)، مطار دا نانغ الدولي، Fukuoka، مطار نوي باي الدولي، مطار تان سون نهات الدولي، مطار كوالالمبور الدولي، Kumamoto (تبدأ في 1 سبتمبر 2023)، مطار لوس أنجلوس الدولي، مطار ماكاو الدولي، مطار نينوي أكوينو الدولي، Naha، مطار كانساي الدولي، مطار بينانق الدولي، Sapporo–Chitose، مطار سنداي، مطار شانغي سنغافورة، مطار ناريتا الدولي |
| طيران آسيا (تايلاند)              | مطار دون موينغ، مطار تشيانغ مي |
| الخطوط الجوية الدولية التايلاندية | مطار سوفارنابومي الدولي |
| Thai Lion Air                     | مطار دون موينغ |
| Thai Summer Airways               | مطار دون موينغ |
| Thai VietJet Air                  | مطار سوفارنابومي الدولي |
| Tigerair Taiwan                   | Asahikawa، مطار دون موينغ، Busan، Daegu، مطار دا نانغ الدولي، Fukuoka، Hakodate، Hanamaki، Ibaraki، مطار جيجو الدولي، مطار كاليبو الدولي، Komatsu، مطار ماكاو الدولي، مطار تشوبو سنتراير الدولي، Naha، Niigata، Okayama، مطار كانساي الدولي، Phuket، مطار بويرتو برينسيسا الدولي، Saga، Sapporo–Chitose، مطار سنداي، مطار إنتشون الدولي، مطار طوكيو هانيدا الدولي، مطار ناريتا الدولي |
| الخطوط الجوية التركية             | مطار إسطنبول الدولي |
| T'way Air                         | Daegu، مطار جيجو الدولي |
| Uni Air                           | مطار شينزين باوان الدولي |
| الخطوط الجوية المتحدة             | مطار سان فرانسيسكو الدولي |
| خطوط فيت جيت                      | مطار كن تاه الدولي، مطار نوي باي الدولي، مطار تان سون نهات الدولي |
| الخطوط الجوية الفيتنامية          | مطار نوي باي الدولي، مطار تان سون نهات الدولي عارض: مطار دا نانغ الدولي، مطار كن تاه الدولي |
| خطوط زيامن الجوية                 | مطار هانغتشو شياوشان الدولي، مطار شيامن قاوتشي الدولي |

### الشحن
| شركـات طيـران                                  | الوجهات |
| ---------------------------------------------- | --- |
| AirBridgeCargo                                 | مطار شيريميتييفو الدولي (معلقة) |
| طيران الصين للشحن الجوي                        | مطار شانغهاي بودنغ الدولي |
| خطوط كل اليابان الجوية                         | Naha، مطار كانساي الدولي، مطار ناريتا الدولي |
| كارغولوكس                                      | مطار عشق آباد الدولي، مطار ألماتي الدولي، مطار حيدر علييف الدولي، مطار سوفارنابومي الدولي، مطار بيروت رفيق الحريري الدولي، مطار بودابست فرانز ليست الدولي، مطار تان سون نهات الدولي، مطار كوالالمبور الدولي، مطار الكويت الدولي، مطار لوكسمبورغ، مطار مالبينسا، مطار تشاتراباتي شيفاجي الدولي، مطار نوفوسيبيرسك، مطار إنتشون الدولي، مطار فيينا الدولي |
| كاثي باسيفيك                                   | مطار هونغ كونغ الدولي، مطار ناريتا الدولي |
| الخطوط الجوية الصينية                          | مطار سخيبول أمستردام، مطار تيد ستيفنز أنكوراج الدولي، مطار هارتسفيلد جاكسون، مطار سوفارنابومي الدولي، مطار لوجان الدولي، مطار أوهير الدولي، مطار تشونغتشينغ جيانغبى الدولي، مطار كرايستشيرش الدولي، Columbus–Rickenbacker، مطار دالاس فورت ورث الدولي، مطار انديرا غاندي الدولي، مطار آل مكتوم الدولي، مطار فرانكفورت، مطار قوانغتشو باييون الدولي، مطار نوي باي الدولي، مطار تان سون نهات الدولي، مطار هونغ كونغ الدولي، مطار جورج بوش الدولي، مطار سوكارنو هاتا الدولي، مطار كوالالمبور الدولي، مطار لوس أنجلوس الدولي، مطار لوكسمبورغ، مطار نينوي أكوينو الدولي، مطار ميامي الدولي، مطار تشاتراباتي شيفاجي الدولي، مطار نانجينغ الدولي، مطار جون إف كينيدي الدولي، مطار كانساي الدولي، مطار بينانق الدولي، مطار فاكلاف هافيل الدولي، مطار سان فرانسيسكو الدولي، مطار سياتل تاكوما الدولي، مطار شانغهاي بودنغ الدولي، مطار شينزين باوان الدولي، مطار شانغي سنغافورة، مطار ناريتا الدولي، مطار شيامن قاوتشي الدولي، مطار تشنغتشو الدولي |
| الخطوط الجوية الصينية للشحن                    | مطار شانغهاي بودنغ الدولي، مطار شيامن قاوتشي الدولي |
| الخطوط الجوية الصينية للبريد                   | مطار فوتشو تشانغله الدولي |
| دي إتش إل للطيران تديرها خطوط هونك كونك الجوية | مطار هونغ كونغ الدولي |
| الإمارات للشحن الجوي                           | مطار سوفارنابومي الدولي، مطار آل مكتوم الدولي |
| إيفا للطيران                                   | مطار تيد ستيفنز أنكوراج الدولي، مطار هارتسفيلد جاكسون، مطار سوفارنابومي الدولي، مطار أوهير الدولي، مطار تشونغتشينغ جيانغبى الدولي، مطار دالاس فورت ورث الدولي، مطار نوي باي الدولي، مطار تان سون نهات الدولي، مطار هونغ كونغ الدولي، مطار سوكارنو هاتا الدولي، مطار لوس أنجلوس الدولي، مطار جون إف كينيدي الدولي، مطار كانساي الدولي، مطار سياتل تاكوما الدولي، مطار شانغهاي بودنغ الدولي، مطار شينزين باوان الدولي، مطار شانغي سنغافورة |
| فيديكس إكسبرس                                  | مطار تيد ستيفنز أنكوراج الدولي، مطار أوكلاند الدولي، مطار كلارك الدولي، مطار هونغ كونغ الدولي، مطار إنديانابوليس الدولي، مطار ممفيس الدولي، مطار كانساي الدولي، مطار بينانق الدولي، مطار شانغي سنغافورة، مطار ناريتا الدولي |
| خطوط هونغ كونغ الجوية                          | مطار هونغ كونغ الدولي |
| Nippon Cargo Airlines                          | Kitakyushu، مطار إنتشون الدولي، مطار ناريتا الدولي |
| Polar Air Cargo                                | Cincinnati، مطار هونغ كونغ الدولي، مطار لوس أنجلوس الدولي، مطار تشوبو سنتراير الدولي، مطار إنتشون الدولي، مطار ناريتا الدولي |
| خطوط أس أف الجوية                              | مطار نينغبو ليش الدولي، مطار شينزين باوان الدولي |
| خطوط سوبارنا الجوية                            | مطار قوانغتشو باييون الدولي |
| الخطوط الجوية التركية                          | مطار ألماتي الدولي، مطار إسطنبول الدولي، مطار إنتشون الدولي، مطار طشقند الدولي |
| خطوط يو بي إس الجوية                           | مطار تيد ستيفنز أنكوراج الدولي، مطار كلارك الدولي، مطار كولونيا بون الدولي، Louisville، مطار تشاتراباتي شيفاجي الدولي، مطار إنتشون الدولي |